# Пойковське міське поселення
По́йковське міське поселення (рос. Пойковское городское поселение) — міське поселення у складі Нефтеюганського району Ханти-Мансійського автономного округу Тюменської області Росії.
Адміністративний центр та єдиний населений пункт — селище міського типу Пойковський.
Населення міського поселення становить 26436 осіб (2017; 25594 у 2010, 27540 у 2002).